# Crithagra flavigula
Il canarino gola gialla o beccasemi golagialla (Crithagra flavigula (Salvadori, 1888)) è un uccello passeriforme della famiglia Fringillidae.

## Etimologia
Il nome scientifico della specie, flavigula, deriva dall'unione delle parole latine flavus ("giallo") e gula ("gola"), col significato di "dalla gola gialla", in riferimento alla livrea di questi uccelli.

## Descrizione

### Dimensioni
Misura 10-11,5 cm, per un peso di 9,5-14 g.

### Aspetto
Si tratta di uccelletti dall'aspetto slanciato, muniti di becco conico, testa arrotondata, ali appuntite e coda dalla punta lievemente forcuta.

Il piumaggio è di colore grigio su tutto il corpo, più chiaro su testa e petto, più scuro e con sfumature color cannella su dorso e ali, e quasi tendente al nero su coda e remiganti: ventre e sottocoda sono di colore bianco, mentre la gola e la parte superiore del petto, come intuibile sia dal nome comune che dal nome scientifico, sono di colore giallo zolfo. Il dimorfismo sessuale è presente ma non evidentissimo, con le femmine dal giallo golare meno esteso. Ambedue i sessi presentano becco e zampe di color carnicino, mentre gli occhi sono di colore bruno-scuro.

## Biologia
Si tratta di uccelli essenzialmente diurni, che vivono da soli, in coppie o in gruppetti e passano la maggior parte della giornata al suolo o fra l'erba alta alla ricerca di cibo.

### Alimentazione
La dieta di questi uccelli è stata finora poco studiata ma è quasi sicuramente in gran parte granivora, basata sui semi di piante erbacee (i maschi sono stati osservati mentre si nutrivano di semi di lavanda) ma comprendente anche altro materiale di origine vegetale (piccoli fiori, germogli, foglioline, bacche, frutti) e di tanto in tanto anche insetti ed altri piccoli invertebrati.

### Riproduzione
Si conosce poco riguardo alle abitudini riproduttive di questa specie: le uniche osservazioni in merito sono rappresentate da una coppia imbeccante giovani recentemente involatisi nel mese di gennaio ed un nido a forma di coppa fatto di fibre vegetali e posizionato sulla cima di una piccola acacia: si ritiene però che questi uccelli seguano i pattern tipici delle specie congeneri e dei fringillidi in generale, senza discostarsene significativamente.

## Distribuzione e habitat
Il canarino golagialla occupa un areale molto ristretto, corrispondente alla parte centrale dello Scioa in Etiopia.
L'habitat di questi uccelli è rappresentato dalle aree erbose di savana e steppa arida e semiarida con rada copertura cespugliosa o arborea e presenza di formazioni rocciose.

## Sistematica
La specie è stata di volta in volta considerata conspecifica del canarino golanera o del canarino di Salvadori, anche in virtù della problematica collocazione tassonomica delle popolazioni del Fantallè, dalle caratteristiche morfologiche intermedie fra quest'ultima e il canarino golagialla: teorie più recenti vedrebbero invece questa specie come un ibrido fra canarino panciabianca e beccasemi groppagialla, o comunque come una sottospecie di quest'ultima.
La specie è monotipica.